# Stane Dolanc
Stane Dolanc (Hrastnik, 16 novembre 1925 – Lubiana, 12 dicembre 1999) è stato un politico jugoslavo.

## Biografia
Dolanc nacque in una famiglia di lavoratori nella città slovena di Hrastnik, parte del Regno dei Serbi, Croati e Sloveni. Dopo aver terminato le scuole elementari nella sua città, fu mandato alla prestigiosa scuola Bežigrad a Lubiana. Nell'aprile 1941, la Slovenia settentrionale fu occupata dalla Germania nazista. Dolanc continuò i suoi studi a Graz e fu anche iscritto alla Gioventù hitleriana. Nel 1944, entrò a far parte dei Partigiani Jugoslavi e iniziò la sua carriera militare.